# Der Bulle und das Landei – Ich sehe was, was du nicht siehst und das ist … tot
Ich sehe was, was du nicht siehst und das ist … tot ist ein deutscher Kriminalfilm von Thomas Nennstiel aus dem Jahr 2011. Es ist der dritte Filmbeitrag der ARD-Kriminalfilmreihe Der Bulle und das Landei. Die Erstausstrahlung erfolgte am 21. November 2013 als Donnerstags-Krimi zur Hauptsendezeit auf Das Erste.

## Handlung
Für Kriminalhauptkommissar Robert Killmer und seine Kollegin Kati Biever ist die Auftragslage in der Eifel im ländlichen Monreal mau, sodass die Polizeidirektion über die Einsparung der Dienststelle nachdenkt. Killmer tangiert dies wenig, ihm ist das Pflaster der Großstadt ohnehin viel lieber. Kati Biever hingegen hängt an ihrem Einsatzort und fährt unvermittelt in den Nachbarort, wo in einem Kühlhaus eine Leiche gefunden wurde und überführt diese über die Reviergrenze, sodass sie und Killmer einen neuen Fall haben, an dem sie arbeiten können. Wenig später häufen sich die kuriosen Ereignisse: Die Kühlhaus-Leiche verschwindet spurlos, ein Wolf ist entlaufen und Alfred Maulbach, einer der Kandidaten für die Bürgermeisterwahl, hängt kopfüber im Häcksler. Damit haben die Kommissare mit gleich zwei Mordfällen zu tun. Ins Visier der Ermittlungen geraten neben Katis Oma auch der zwielichtige Show-Hypnotiseur Lamaar.

## Hintergrund
Die Dreharbeiten zu Ich sehe was, was du nicht siehst und das ist … tot fanden unter dem Arbeitstitel Familienbande im Zeitraum vom 24. April 2012 bis zum 25. Mai 2012 in Monreal und näherer sowie weiterer Umgebung statt.

## Einschaltquoten
Bei der Erstausstrahlung von Ich sehe was, was du nicht siehst und das ist … tot am 21. November 2013 verfolgten in Deutschland insgesamt 3,59 Millionen Zuschauer die Filmhandlung, was einem Marktanteil von 11,0 Prozent für Das Erste entsprach. In der als Hauptzielgruppe für Fernsehwerbung deklarierten Altersgruppe von 14–49 Jahren erreichte Ich sehe was, was du nicht siehst und das ist … tot laut AGF Videoforschung 0,92 Zuschauer und holte damit einen Marktanteil von 7,6 Prozent in dieser Altersgruppe.